# Бањи ди Сан Каталдо (Потенца)
Бањи ди Сан Каталдо (итал. Bagni di San Cataldo) је насеље у Италији у округу Потенца, региону Базиликата.
Према процени из 2011. у насељу је живело 42 становника. Насеље се налази на надморској висини од 878 м.